# Kassem Hachem
Kassem Hachem (né à Chebaa en 1960) est un homme politique libanais.
Dentiste, membre du parti Baath, il est élu en 2000 député sunnite de Hasbaya Marjeyoun au Sud-Liban, allié au Hezbollah et au Mouvement Amal.
En 2005, il est réélu d’office, les autres partis boycottant les élections dans cette région.
Il est membre du bloc de la résistance et du développement et du groupe parlementaire « Libération et Développement »